# Marita Scholz
Marita Scholz (* 25. Juni 1977 in Dresden) ist eine ehemalige deutsche Ruderin.

## Leben
Marita Scholz war 1994 Juniorenweltmeisterin im Doppelvierer und 1995 im Doppelzweier. 1996 belegte sie mit dem Doppelvierer den zweiten Platz beim Nations Cup, dem Vorgängerwettbewerb der U23-Weltmeisterschaften, 1997 gewann sie mit dem deutschen Doppelvierer. 1998 trat sie mit dem Vierer ohne Steuerfrau an und belegte den sechsten Platz bei den Weltmeisterschaften in Köln. 1999 siegte sie mit dem Vierer ohne Steuerfrau beim Nations Cup. Bei den Weltmeisterschaften in St. Catharines erkämpften Sandra Goldbach, Marita Scholz sowie Mira und Sonja van Daelen die Silbermedaille hinter den Weißrussinnen. 2001 kehrte Scholz in den Doppelvierer zurück und siegte zusammen mit Peggy Waleska, Manuela Lutze und
Manja Kowalski bei den Weltmeisterschaften in Luzern vor den Booten aus Neuseeland und den Vereinigten Staaten. In der Besetzung Peggy Waleska, Marita Scholz, Manuela Lutze und Kerstin Kowalski gewann der deutsche Doppelvierer auch bei den Weltmeisterschaften 2002 in Sevilla. 2003 bei den Weltmeisterschaften in Mailand erhielt der Doppelvierer in der gleichen Besetzung wie im Vorjahr Bronze hinter den Booten aus Australien und aus Weißrussland. 2004 fuhr Marita Scholz als Ersatzruderin mit zu den Olympischen Spielen in Athen, kam aber nicht zum Einsatz.
1999 war Marita Scholz Deutsche Meisterin im Vierer ohne Steuerfrau. 2002 und 2003 war Marita Scholz Deutsche Meisterin im Doppelvierer. Sie startete bis 2001 für den Dresdner Ruderclub 1902 und ab 2002 für den Ratzeburger RC.
Marita Scholz ist Gartenbauingenieurin, war aber während ihrer Karriere in einer Sportfördergruppe der Bundeswehr. Dort heiratete sie einen Soldaten, der später bei Auslandseinsätzen der Bundeswehr dabei war und mit einer Posttraumatischen Belastungsstörung zurückkehrte. Über die Folgen für das Zusammenleben mit ihrem Mann und den zwei Kindern schrieb sie das Buch Heimatfront. Mein Leben mit einem Kriegsheimkehrer. Das Buch erschien 2012 im Herder-Verlag.